# کوچه بن‌بست (فیلم ۲۰۱۰)
کوچه بن‌بست (انگلیسی: Cul-de-sac) فیلمی در ژانر مستند است که در سال ۲۰۱۰ منتشر شد. کوچه بن‌بست یک فیلم سینمایی تولید شده توسط فعالان حقوق بشر ایران و فیلمسازان در لندن است که برای اولین بار در ۲۰ ماه می ۲۰۱۰ به زبان فارسی پخش شد.